# Ланьпин-Бай-Пумиский автономный уезд
Ланьпин-Бай-Пумиский автономный уезд (кит. упр. 兰坪白族普米族自治县, пиньинь Lánpíng Báizú Pǔmǐzú zìzhìxiàn) — автономный уезд Нуцзян-Лисуского автономного округа провинции Юньнань КНР.

## История
В 1914 году был создан уезд Ланьпин (兰坪县).
После вхождения провинции Юньнань в состав КНР в 1950 году был образован Специальный район Лицзян (丽江专区), и уезд вошёл в его состав.
С 1 января 1957 года Нуцзян-Лисуский автономный округ, созданный из Нуцзян-Лисуский автономного района Специального района Лицзян, перешёл в прямое подчинение властям провинции, и уезд Ланьпин был передан в его состав.
Постановлением Госсовета КНР от 27 ноября 1987 года уезд Ланьпин был преобразован в Ланьпин-Бай-Пумиский автономный уезд.

## Административное деление
Автономный уезд делится на 4 посёлка и 4 волости.